# Tiko
Tiko, originalment anomenat «Keka» pel grup ètnic Bakweri, és una ciutat i un port important de la regió sud-oest de Camerun. La població va créixer com a ciutat comercial a causa de l'activitat pesquera de Douala i els grangers i caçadors de Molyko, Bwenga, Bulu i Bokova (del grup ètnic Bakweri o Kwe). El 2010 la ciutat tenia una població aproximada de 55,914 habitants.
Tiko és un destí turístic popular entre els visitants del Camerun. També és una àrea industrial ocupada principalment per la CDC (Cooperació pel Desenvolupament del Camerun), que produeix cautxú, plàtan i oli de palma.

## Persones notables
- Sofoklís Skhortsanitis: jugador de bàsquet.